# Mandeville (Eure)
Pour les articles homonymes, voir Mandeville.

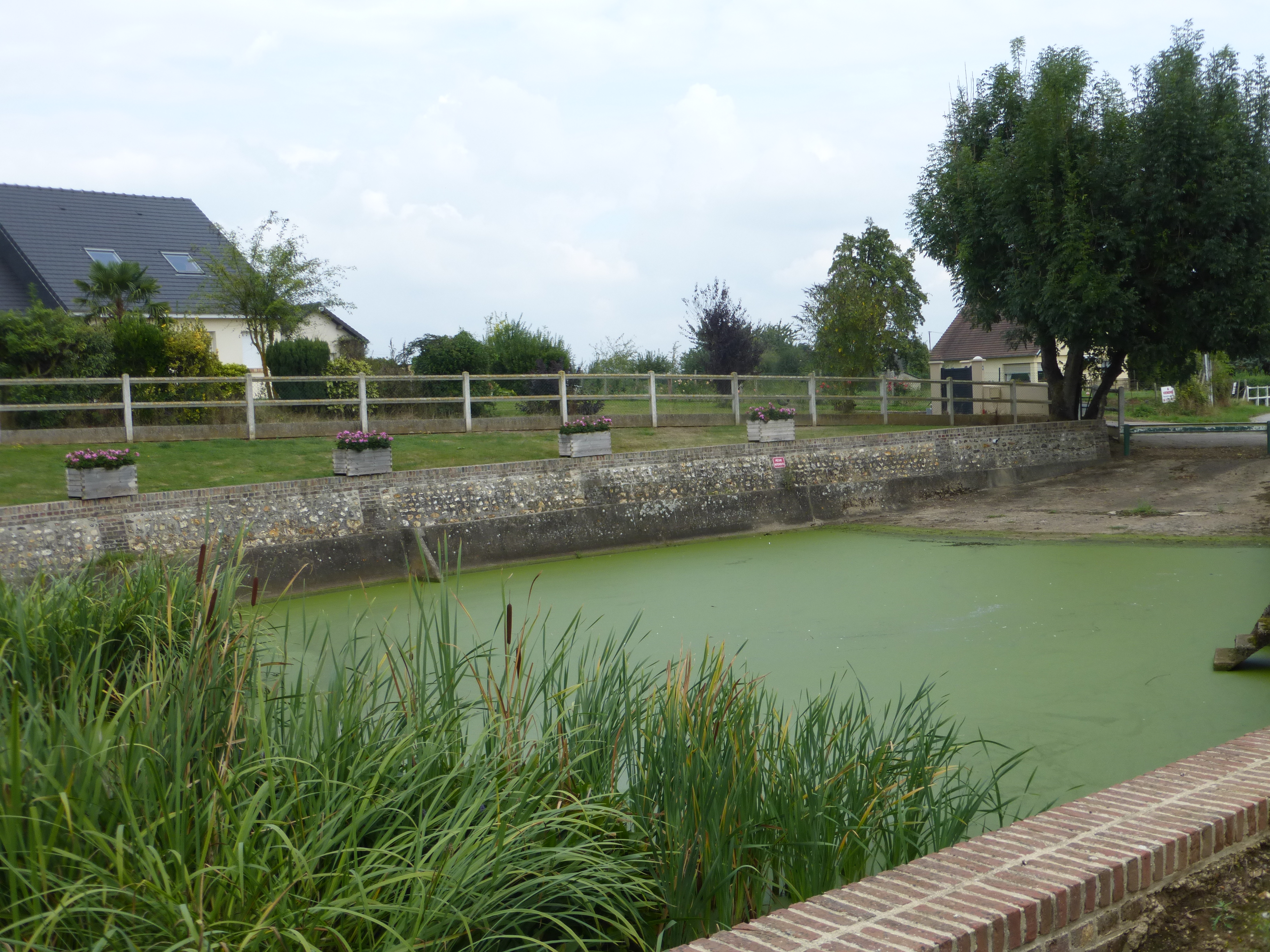
Mare de Mandeville.

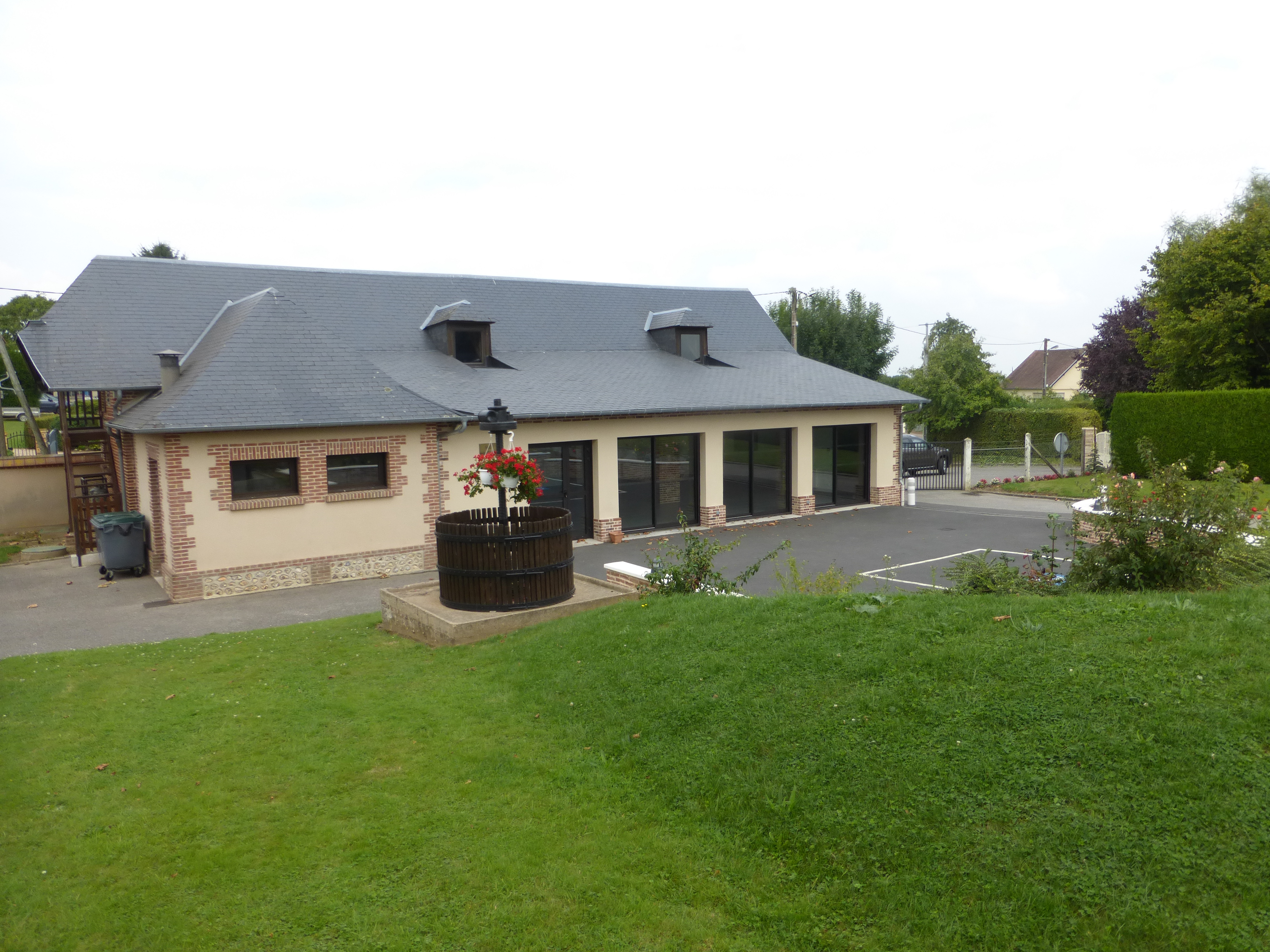
Salle communale de Mandeville.

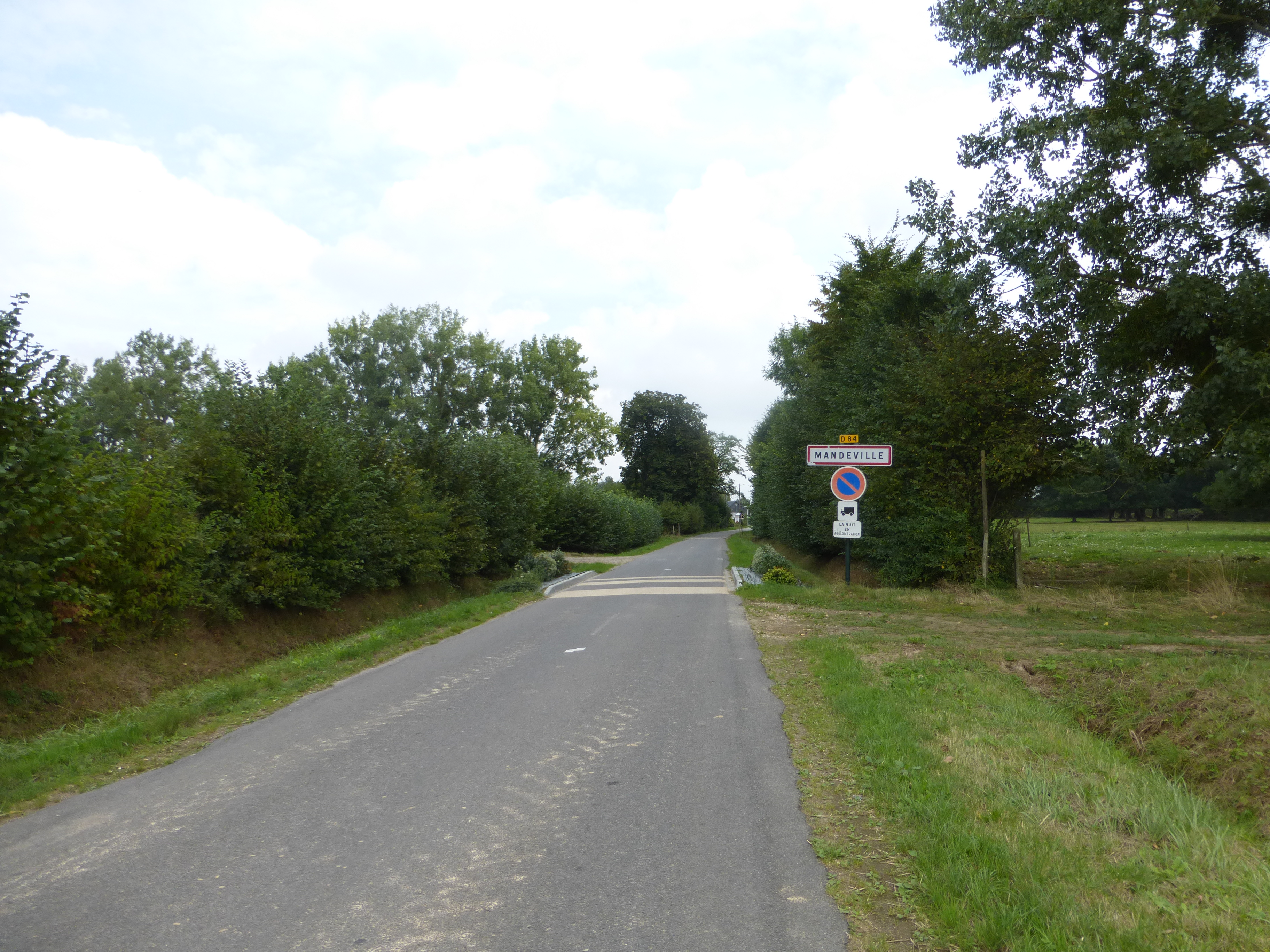
Entrée du village de Mandeville.

Mandeville est une commune française située dans le département de l'Eure, en région Normandie.

## Géographie

### Localisation
Commune proche de la Seine-Maritime située à 31 km au sud de Rouen et à 32 km au nord d'Évreux.
| La Harengère           | La Harengère           | Saint-Didier-des-Bois |
| Criquebeuf-la-Campagne | Mandeville             | Vraiville             |
| Criquebeuf-la-Campagne | Criquebeuf-la-Campagne | Daubeuf-la-Campagne   |

### Lieux-dits
Le Bas Mont ; le Bois Coquerel ; la Boutière du Moulin ; la Caillette ; le Clos de la Pie ; le Clos Hélène ; la Folie ; les Ferrières du Bois ; le Fossé d'Auvergne, les Fourtis ; le Fresne ; le Gris Vorain ; la Grosse Borne ; le Hautier Gardinet ; le Haut Long pour « Haulon » probablement -lon = londe bois) ; le Haut Mont ; la Maladrerie ; le Moulin à Vent ; le Mouton ; les Noires Terres ; les Petites Entes ; la Pierre ; la Callée Criquebeuf ; le Verdillon.

### Hydrographie
La commune est située dans le bassin Seine-Normandie. Elle n'est drainée par aucun cours d'eau,.

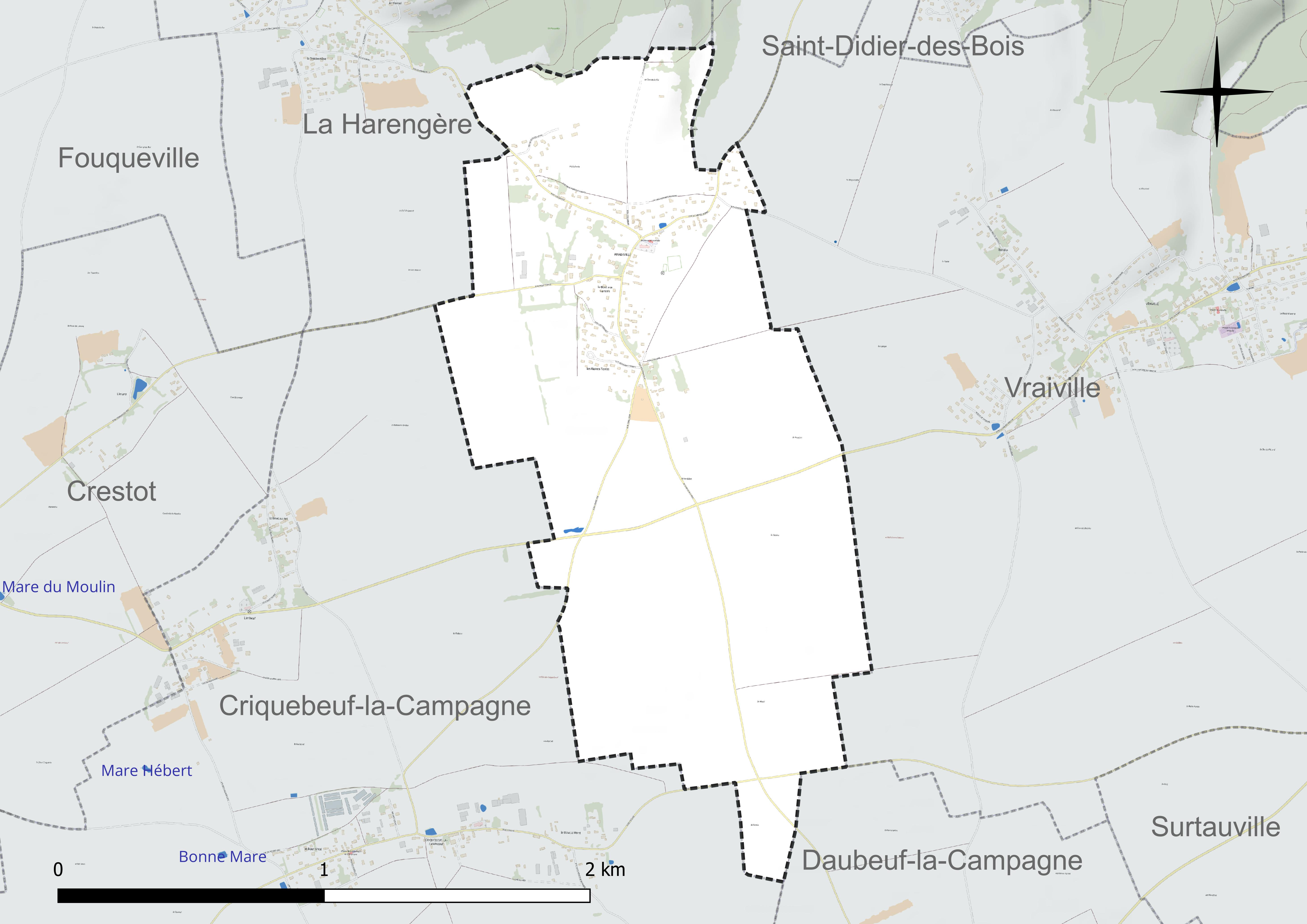
Réseau hydrographique de Mandeville.

### Climat
Pour des articles plus généraux, voir Climat de la Normandie et Climat de l'Eure.
En 2010, le climat de la commune est de type climat océanique dégradé des plaines du Centre et du Nord, selon une étude du CNRS s'appuyant sur une série de données couvrant la période 1971-2000. En 2020, Météo-France publie une typologie des climats de la France métropolitaine dans laquelle la commune est exposée à un climat océanique et est dans la région climatique  Côtes de la Manche orientale, caractérisée par un faible ensoleillement (1 550 h/an) ; forte humidité de l’air (plus de 20 h/jour avec humidité relative > 80 % en hiver), vents forts fréquents. Parallèlement le GIEC normand, un groupe régional d’experts sur le climat, différencie quant à lui, dans une étude de 2020, trois grands types de climats pour la région Normandie, nuancés à une échelle plus fine par les facteurs géographiques locaux. La commune est, selon ce zonage, exposée à un « climat des plateaux abrités », correspondant aux plaines agricoles de l’Eure, avec une pluviométrie beaucoup plus faible que dans la plaine de Caen en raison du double effet d’abri provoqué par les collines du Bocage normand et par celles qui s’étendent sur un axe du Pays d'Auge au Perche.
Pour la période 1971-2000, la température annuelle moyenne est de 10,1 °C, avec  une amplitude thermique annuelle de 13,9 °C. Le cumul annuel moyen de précipitations est de 738 mm, avec 11,9 jours de précipitations en janvier et 8,3 jours en juillet. Pour la période 1991-2020, la température moyenne annuelle observée sur la station météorologique la plus proche, située sur la commune de Louviers à 11 km à vol d'oiseau, est de 11,8 °C et le cumul annuel moyen de précipitations est de 719,5 mm,. Pour l'avenir, les paramètres climatiques de la commune estimés pour 2050 selon différents scénarios d’émission de gaz à effet de serre sont consultables sur un site dédié publié par Météo-France en novembre 2022.

## Urbanisme

### Typologie
Au 1er janvier 2024, Mandeville est catégorisée commune rurale à habitat dispersé, selon la nouvelle grille communale de densité à 7 niveaux définie par l'Insee en 2022.
Elle est située hors unité urbaine. Par ailleurs la commune fait partie de l'aire d'attraction de Louviers, dont elle est une commune de la couronne,. Cette aire, qui regroupe 44 communes, est catégorisée dans les aires de 50 000 à moins de 200 000 habitants,.

### Occupation des sols
L'occupation des sols de la commune, telle qu'elle ressort de la base de données européenne d’occupation biophysique des sols Corine Land Cover (CLC), est marquée par l'importance des territoires agricoles (90,2 % en 2018), en diminution par rapport à 1990 (91,7 %). La répartition détaillée en 2018 est la suivante : 
terres arables (88,8 %), zones urbanisées (9,7 %), prairies (1,4 %), forêts (0,1 %). L'évolution de l’occupation des sols de la commune et de ses infrastructures peut être observée sur les différentes représentations cartographiques du territoire : la carte de Cassini (XVIIIe siècle), la carte d'état-major (1820-1866) et les cartes ou photos aériennes de l'IGN pour la période actuelle (1950 à aujourd'hui).

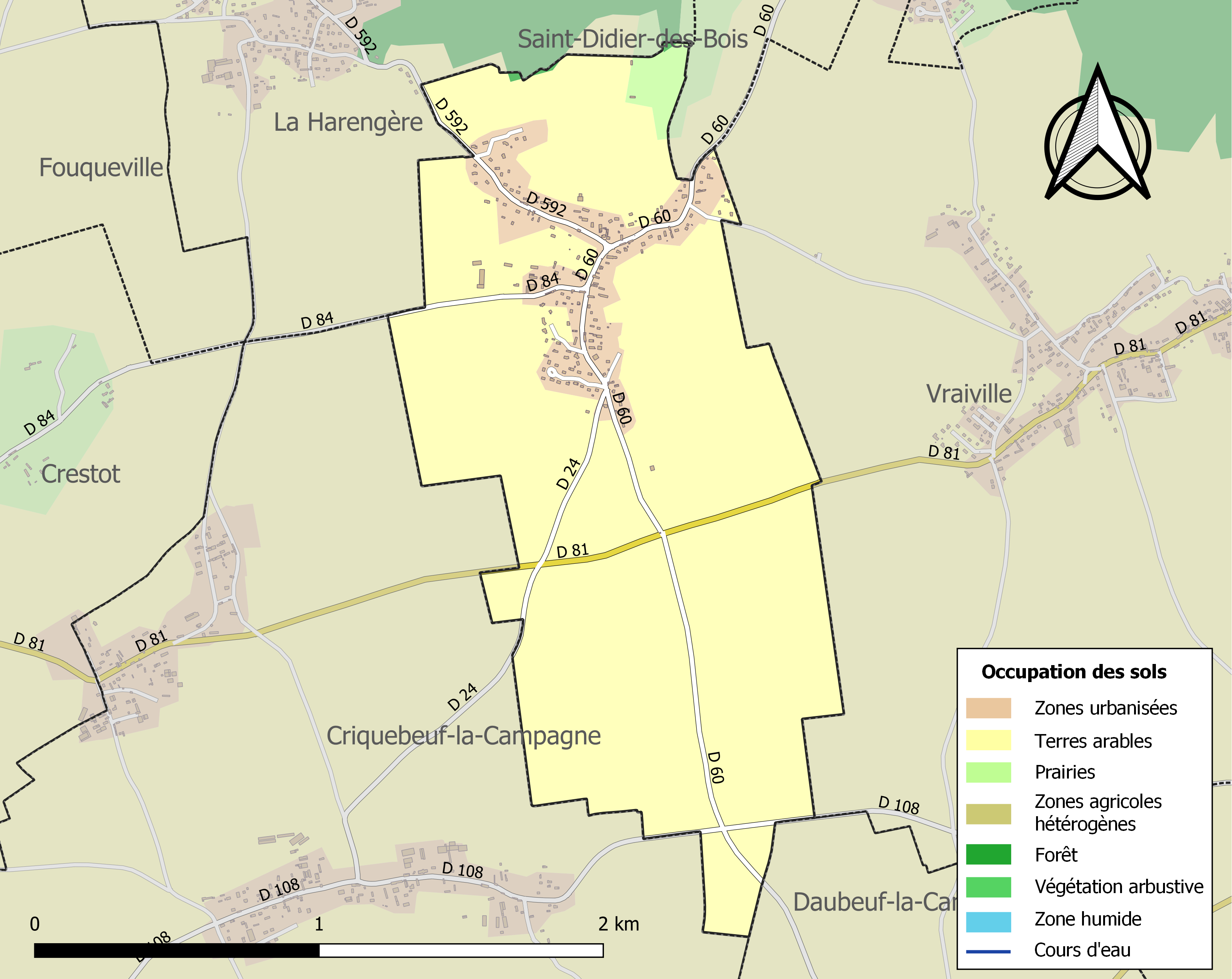
Carte des infrastructures et de l'occupation des sols de la commune en 2018 (CLC).

## Toponymie
Le nom de la localité est attesté sous les formes Magnavilla en 1193 (charte de Garin, évêque d’Évreux), Magneville juxta la Harangiere en 1253, Mangneville en  1359 (cartulaire du chap. de Rouen), Manganevilla vers 1380 (Bibl. nat.), Mandeville-la-Champagne en 1828 (L. Dubois).
Signification : « la grande ferme, le grand domaine » de -ville domaine rural, village et main(e), grand (encore en français médiéval), issu du gallo-roman MAGNU. La forme normande est normalement man(ne), mais dans certains cas une mutation phonétique secondaire l'a fait évoluer en Mande-.
Homonymie avec les Manneville de Normandie et même élément dans Manéglise et la Manneporte à Étretat.

## Histoire
La paroisse de Mandeville fut érigée vers le Xe siècle, sous le patronage de Notre Dame.
Les Troussebot étaient suzerains de Mandeville, qui relevaient de la Troussebotière à Saint-Nicolas-du-Bosc-Asselin.
Vers 1160, Roger Troussebot donne à l'abbaye de Sainte-Barbe-en-Auge le patronage de Mandeville, qui fut longtemps desservi par un de ses prieurs, curé de Mandeville.
Pendant les XIIe et XIIIe siècles, nous trouvons une famille portant le nom de la paroisse ; nous distinguons Raoul, Étienne, Richard, Robert et Gautier de Mandeville.
Le dernier seigneur de ce nom est Pierre de Mandeville, chevalier cité en 1296.
Au milieu du XIIIe siècle, l'abbaye du Bec avait une grange à Mandeville.
À partir de 1200, Jean de Tournebu est dit seigneur de Mandeville, Tourville et La Londe.
En 1357, Pierre de Tournebu, donna au chapitre de Rouen 200 livres à percevoir sur les rentes seigneuriales de sa baronnie du Bec-Thomas, Mandeville était compris pour près du quart de ce montant.
Pierre de Tournebu épousa en premières noces, Béatrice de la Roche-Guyon, il convola en secondes noces en 1377, avec Jeanne de Saint-Jean, nièce de Bertrand Du Guesclin. Il mourut en 1393 après avoir vendu le Bec-Thomas.
Guillaume Cheron, évêque de Porphire en 1401, avait été précédemment curé de Mandeville.
En 1581, les habitants de Mandeville avaient des droits de coutume dans la forêt de Saint-Didier.
N.H. Jacques d'Avoyse était seigneur de Mandeville en 1575, il l'était encore en 1584.
En 1636, le chapitre de Rouen prenait le titre de seigneur de Mandeville, sans doute à cause des biens que lui avait donné Pierre de Tournebu en 1357.
En 1607, Romain Langlois était prieur de Mandeville ; Guillaume Fromeret l'avait remplacé en 1622.
Le 28 mai 1657, Tanneguy d'Avoyse, seigneur de Mandeville, rendit aveu au comte de Tillières, pour de biens à  Guernouille ; il fut maintenu de noblesse en 1666 ses armes étaient « De gueules à 3 gerbes d'avoine d'or ».
Il paraît que dans la dernière moitié du XVIIIe siècle, Mandeville appartenait à la maison de Lorraine.
En 1748, les principaux habitants de Mandeville étaient : Jacques Monclerc, Pierre Levez, Louis Duhaze et Robert Digoville.
Source : Grand livre des communes de France

## Politique et administration
| Période                                  | Période   | Identité              | Étiquette | Qualité  |
| ---------------------------------------- | --------- | --------------------- | --------- | -------- |
| 1921                                     |           | Morel                 |           |          |
| mars 1989                                | mars 2008 | Jean-Marie Beaucousin |           |          |
| mars 2008                                | En cours  | Dominique Medaerts    | UDI       | Retraité |
| Les données manquantes sont à compléter. |           |                       |           |          |

## Démographie
L'évolution du nombre d'habitants est connue à travers les recensements de la population effectués dans la commune depuis 1793. Pour les communes de moins de 10 000 habitants, une enquête de recensement portant sur toute la population est réalisée tous les cinq ans, les populations de référence des années intermédiaires étant quant à elles estimées par interpolation ou extrapolation. Pour la commune, le premier recensement exhaustif entrant dans le cadre du nouveau dispositif a été réalisé en 2007.

En 2022, la commune comptait 343 habitants, en évolution de +3,31 % par rapport à 2016 (Eure : −0,25 %, France hors Mayotte : +2,11 %).
| 1793 | 1800 | 1806 | 1821 | 1831 | 1836 | 1841 | 1846 | 1851 |
| ---- | ---- | ---- | ---- | ---- | ---- | ---- | ---- | ---- |
| 328  | 362  | 373  | 379  | 323  | 323  | 265  | 301  | 303  |

| 1856 | 1861 | 1866 | 1872 | 1876 | 1881 | 1886 | 1891 | 1896 |
| ---- | ---- | ---- | ---- | ---- | ---- | ---- | ---- | ---- |
| 303  | 279  | 241  | 215  | 218  | 195  | 176  | 171  | 161  |

| 1901 | 1906 | 1911 | 1921 | 1926 | 1931 | 1936 | 1946 | 1954 |
| ---- | ---- | ---- | ---- | ---- | ---- | ---- | ---- | ---- |
| 154  | 118  | 104  | 115  | 104  | 92   | 101  | 92   | 114  |

| 1962 | 1968 | 1975 | 1982 | 1990 | 1999 | 2006 | 2007 | 2012 |
| ---- | ---- | ---- | ---- | ---- | ---- | ---- | ---- | ---- |
| 111  | 94   | 112  | 245  | 258  | 235  | 288  | 296  | 317  |

| 2017 | 2022 | - | - | - | - | - | - | - |
| ---- | ---- | - | - | - | - | - | - | - |
| 318  | 343  | - | - | - | - | - | - | - |

## Culture locale et patrimoine

### Lieux et monuments

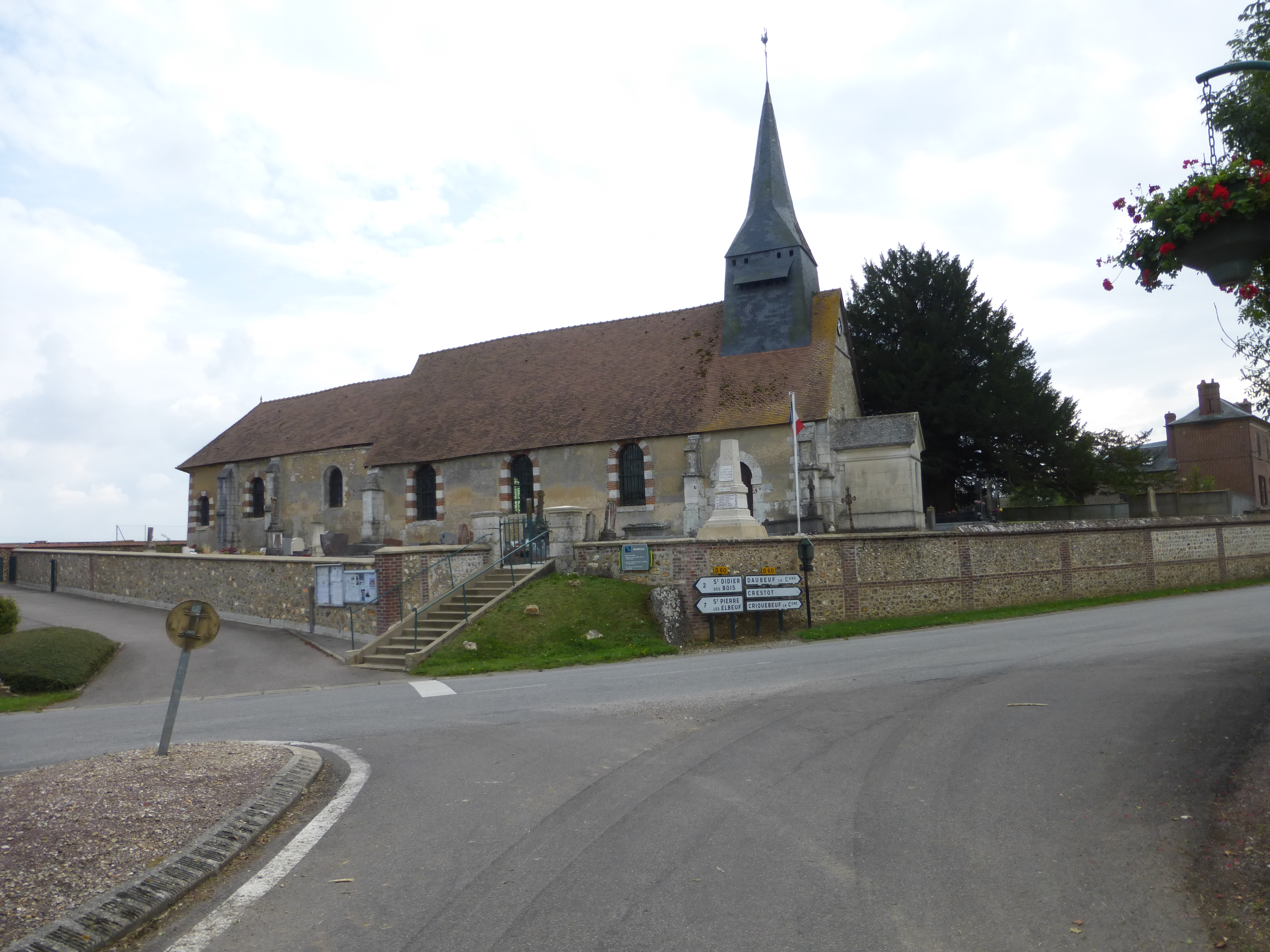
L'église Notre-Dame et son if classé.

- Église Notre-Dame.

### Patrimoine naturel

#### Site classé
- L'if près de l'église,  Site classé (1924)[21]. Âgé d'environ 800 ans, cet if mesure 6,33 mètres de circonférence[22].

### Héraldique
| Blason de Mandeville | Blason  | D'argent à la bande d'azur chargée de trois épis d'orge d'or posés à plomb, accompagnée en chef de trois pommes de gueules feuillées de sinople, 2 et 1, et en pointe d'un if au naturel. |
| Blason de Mandeville | Détails | Création Denis Joulain. Adopté le 29 juin 2020. |